# Xã Farmington, Quận Van Buren, Iowa
Xã Farmington (tiếng Anh: Farmington Township) là một xã thuộc quận Van Buren, tiểu bang Iowa, Hoa Kỳ. Năm 2010, dân số của xã này là 898 người.